# Viliella
Viliella es una entidad de población española del municipio de Lles, perteneciente a la provincia de Lérida, en la comunidad autónoma de Cataluña. En 2023, la entidad singular de población tenía empadronados veintidós habitantes y el núcleo de población, dieciséis.